# La Cité de la joie (film)
Pour les articles homonymes, voir La Cité de la joie (homonymie).
Pour le roman homonyme, voir La Cité de la Joie.
Pour plus de détails, voir Fiche technique et Distribution.
La Cité de la joie (City of Joy) est un film franco-britannique réalisé par Roland Joffé, sorti en 1992.
C'est l'adaptation libre du roman du même nom de Dominique Lapierre, publié en 1985. Il met en scène Patrick Swayze, Om Puri, Pauline Collins et Shabana Azmi dans les rôles principaux.

## Synopsis
Max Lowe, un jeune chirurgien américain de Houston, est désemparé après la perte d'une jeune patiente. Il décide alors de renoncer à sa pratique et part en voyage en Inde à la recherche de l'illumination spirituelle. À Calcutta, il côtoie l'infortune dès son arrivée : après avoir été trompé par une jeune prostituée, il est brutalisé par des voyous qui le laissent blessé en pleine rue, lui volant ses papiers et ses biens de valeur.
Dans le même temps, Hasari Pal, un agriculteur indien rural à la recherche d'une vie meilleure, vient s'installer en ville avec sa femme Kamla et leurs trois enfants, mais eux-aussi subissent une mésaventure : escroqués de leur loyer et jetés à la rue, il est alors difficile pour Hasari de trouver un emploi afin de soutenir sa famille. Mais les Pal, déterminés, refusent d'abandonner et finissent par trouver leur place dans un des bidonvilles de Calcutta.
Après son agression, Max est aidé par Hasari qui l'emmène dans la « Cité de la joie », le bidonville où la famille Pal habite, peuplé de lépreux et de pauvres, et qui devient le second foyer du docteur américain. Max passe beaucoup de temps dans le quartier mais ne veut pas s'impliquer trop avec les résidents, ayant peur de s'attacher émotionnellement à eux. Cependant, il est bientôt persuadé d'aider ses nouveaux amis grâce à l'intervention de Joan Bethel, une infirmière bénévole irlandaise, courageuse mais démunie, qui tient un dispensaire de fortune dans le bidonville et qui demande l'aide de Max dans sa tâche.
Au fil du temps, Max commence à s'intégrer avec ses compagnons du bidonville et à devenir plus optimiste. Voyant beaucoup de personnes autour de lui dont la vie est bien pire que la sienne, mais qui regardent malgré tout chaque jour avec espoir, il retrouve la force d'avancer et sort de sa dépression.

## Fiche technique
Sauf indication contraire, les informations mentionnées dans cette section peuvent être confirmées par la base de données cinématographiques IMDb,  présente dans la section « Liens externes ».
- Titre français : La Cité de la joie
- Titre anglais : City of Joy
- Réalisation : Roland Joffé
- Scénario : Mark Medoff (en) et Gérard Brach, d'après le roman La Cité de la joie de Dominique Lapierre
- Musique : Ennio Morricone
- Décors : Roy Walker
- Direction artistique : Ashoke Bose, John Fenner
- Costumes : Judy Moorcroft (en)
- Photographie : Peter Biziou
- Montage : Hervé de Luze et Russell Lloyd (montage additionnel)
- Producteur : Alan Marshall
- Sociétés de production : Allied Filmmakers, Lightmotive, Pricel
- Sociétés de distribution : TriStar Pictures (États-Unis),  AMLF (France), Fox Pathé Europa (France), Warner Bros. (Royaume-Uni, Italie)
- Budget : 27 000 000 de dollars
- Tournage : du 9 février 1991 au 16 mai 1991
- Pays de production :  France,  Royaume-Uni
- Langue originale : Anglais
- Format : Couleur — 35 mm — 1,85:1 — Son : Dolby Stereo
- Genre : drame
- Durée : 132 minutes
- Dates de sorties [2] : 
  - France : 30 septembre 1992
  - Royaume-Uni : 2 octobre 1992

## Distribution
- Patrick Swayze (VF : Éric Herson-Macarel ; VQ : Bernard Fortin) : Max Lowe[3]
- Om Puri (VQ : René Gagnon) : Hazari Pal[4]
- Pauline Collins : Joan Bethel[5]
- Vishal Slathia : Joey Barton
- Shabana Azmi (VQ : Hélène Mondoux) : Kamla Pal
- Ayesha Dharker (VQ : Aline Pinsonneault) : Amrita Pal
- Santu Chowdhury : Shambu Pal
- Imran Badsah Khan : Manooj Pal
- Shyamanand Jalan (VQ : Jean-Louis Millette) : M. Ghatak, le parrain
- Anjan Dutt : Dr Sunil
- Art Malik (VQ : Yvon Thiboutot) : Ashoka Ghatak
- Nabil Shaban : Anouar
- Debatosh Ghosh : Ram Chande
- Sunita Sengupta (VQ : Charlotte Bernard) : Purmina
- Loveleen Mishra : Shanta
- Pavan Malhotra : Ashish

 Source et légende : version québécoise (VQ) sur Doublage.qc.ca

## Production
La production fait appel à l'écrivain bengali Sunil Gangopadhyay pour s'assurer de l'authenticité du script. Roland Joffé avait par ailleurs sollicité l'aide du cinéaste Satyajit Ray, qui a refusé à plusieurs reprises.
Il s'agit de la dernière apparition au cinéma de l'acteur-réalisateur Sam Wanamaker.
Le tournage a lieu en Inde, notamment à Calcutta.

## Accueil

### Critique
Sur le site agrégateur de critiques Rotten Tomatoes, le film obtient un score de 53 % d'avis favorables, sur la base de 17 critiques collectées et une note moyenne de 5,40 sur 10.
Pour le critique Roger Ebert du Chicago Sun-Times, qui a donné au film une note de trois étoiles sur quatre, « [La Cité de la joie] semble un peu trop "écrit", trop conforme aux rituels des scénarios hollywoodiens [mais il y a] tellement de choses intéressantes dans le film que nous sommes prêts à le pardonner ».

### Box-office
Contrairement à certains des succès précédents de Roland Joffé (comme La Déchirure), le film n'a pas été un succès au box-office, même avec son budget modeste.
Selon les sites Internet Movie Database et Box Office Mojo, La Cité de la joie a rapporté 14,7 millions de dollars aux États-Unis,.